# Hörmann
Hörmann KG er en tysk producent af porte, døre og åbnere.
Virksomheden blev etableret i 1935 under navnet „Bielefelder Stahltore“ af August Hörmann (1886–1944) i Bielefeld. Hans søn Hermann Hörmann (1912–1994) overtog virksomheden i 1944 og flyttede hovedkontoret til Steinhagen i Westfalen. Virksomheden er fortsat i familiens eje og ejes i dag af Thomas J. Hörmann, Martin J. Hörmann og Christoph Hörmann.
Hörmann har over 100 afdelinger i over 40 lande. De har ca. 6.000 ansatte og en årsomsætning på ca. 1 mia. euro.